# Baskerlandet Rundt 2010
Baskerlandet Rundt 2010 var den 50. udgave af Baskerlandet Rundt. Løbet gik over seks etaper fra 5. til 10. april 2010. Chris Horner fra RadioShack vandt løbet sammenlagt efter en stærk slutetape. Forhåndsfavoritten Alejandro Valverde førte løbet fra første etape, og havde førertrøjen frem til sidste etape (undtagen efter den tredje etape), men måtte give tabt for amerikaneren på den afsluttende enkeltstart.

## Hold
20 hold bestående af 8 ryttere stillede til start i løbet.
| - Ag2r-La Mondiale - Andalucía-Cajasur - Astana - Caisse d'Epargne - Euskaltel-Euskadi |  | - Footon-Servetto-Fuji - Française des Jeux - Garmin-Transitions - Lampre-Farnese Vini - Liquigas-Doimo |  | - Omega Pharma-Lotto - Quick Step - Rabobank - Team HTC-Columbia - Katusha |  | - Team Milram - Team RadioShack - Team Saxo Bank - Team Sky - Xacobeo-Galicia |

- Startliste Arkiveret 18. marts 2010 hos  Wayback Machine på vueltapaisvasco.diariovasco.com (spansk)

## Etaper

### 1. etape
|  |

|  |

| 05.04.10 | Zierbena | - | Zierbena | 0152 km |

| Kuperet | Kuperet |

|  | 38,33 km/t |

|   | Rytter              | Hold               | Tid     |
| - | ------------------- | ------------------ | ------- |
| 1 | Alejandro Valverde  | Caisse d'Epargne   | 3:57.57 |
| 2 | Óscar Freire        | Rabobank           | + 0.00  |
| 3 | Christophe Le Mevel | Française des Jeux | + 0.00  |
| 4 | Ryder Hesjedal      | Garmin             | + 0.00  |
| 5 | Aleksandr Kolobnev  | Katusha            | + 0.00  |

|   | Rytter              | Hold               | Tid     |
| - | ------------------- | ------------------ | ------- |
| 1 | Alejandro Valverde  | Caisse d'Epargne   | 3:57.57 |
| 2 | Óscar Freire        | Rabobank           | + 0.00  |
| 3 | Christophe Le Mevel | Française des Jeux | + 0.00  |
| 4 | Ryder Hesjedal      | Garmin             | + 0.00  |
| 5 | Aleksandr Kolobnev  | Katusha            | + 0.00  |

- Óscar Freire krydsede mållinjen først, men blev senere diskvalificeret for ureglementeret opførsel i spurten, og dermed placeret sidst blandt de 24 ryttere i gruppen som kom først til mål. Senere på dagen bestemte juryen sig for at flytte Freire op til 2. pladsen på etapen.

0
- Etapeside på vueltapaisvasco.diariovasco.com (spansk)

### 2. etape
|  |

|  |

| 06.04.10 | Zierbena | - | Viana | 0217 km |

| Bjergetape | Bjergetape |

|  | 36,81 km/t |

|   | Rytter             | Hold             | Tid     |
| - | ------------------ | ---------------- | ------- |
| 1 | Alejandro Valverde | Caisse d'Epargne | 5:53.40 |
| 2 | Óscar Freire       | Rabobank         | + 0.00  |
| 3 | Francesco Gavazzi  | Lampre           | + 0.01  |
| 4 | Michael Albasini   | HTC-Columbia     | + 0.01  |
| 5 | Samuel Sánchez     | Euskaltel        | + 0.01  |

|   | Rytter             | Hold             | Tid     |
| - | ------------------ | ---------------- | ------- |
| 1 | Alejandro Valverde | Caisse d'Epargne | 9:51.38 |
| 2 | Óscar Freire       | Rabobank         | + 0.00  |
| 3 | Ryder Hesjedal     | Garmin           | + 0.01  |
| 4 | Aleksandr Kolobnev | Katusha          | + 0.01  |
| 5 | Rigoberto Urán     | Caisse d'Epargne | + 0.00  |

- Etapeside på vueltapaisvasco.diariovasco.com (spansk)

### 3. etape
|  |

|  |

| 07.04.10 | Viana | - | Amurrio | 0187 km |

| Kuperet | Kuperet |

|  | 38,71 km/t |

|   | Rytter             | Hold         | Tid     |
| - | ------------------ | ------------ | ------- |
| 1 | Francesco Gavazzi  | Lampre       | 4:49.52 |
| 2 | Óscar Freire       | Rabobank     | + 0.00  |
| 3 | Peter Velits       | HTC-Columbia | + 0.00  |
| 4 | Aleksandr Botjarov | Katusha      | + 0.00  |
| 5 | Samuel Sánchez     | Euskaltel    | + 0.01  |

|   | Rytter             | Hold             | Tid      |
| - | ------------------ | ---------------- | -------- |
| 1 | Óscar Freire       | Rabobank         | 14:41.30 |
| 2 | Alejandro Valverde | Caisse d'Epargne | + 0.02   |
| 3 | Ryder Hesjedal     | Garmin           | + 0.03   |
| 4 | Aleksandr Kolobnev | Katusha          | + 0.03   |
| 5 | Haimar Zubeldia    | RadioShack       | + 0.03   |

- Etapeside på vueltapaisvasco.diariovasco.com (spansk)

### 4. etape
|  |

|  |

| 08.04.10 | Murguia Zuia | - | Eibar | 0160 km |

| Bjergetape | Bjergetape |

|  | 39,14 km/t |

|   | Rytter             | Hold             | Tid     |
| - | ------------------ | ---------------- | ------- |
| 1 | Samuel Sánchez     | Euskaltel        | 4:05.16 |
| 2 | Alejandro Valverde | Caisse d'Epargne | + 0.02  |
| 3 | Robert Gesink      | Rabobank         | + 0.02  |
| 4 | Chris Horner       | RadioShack       | + 0.02  |
| 5 | Beñat Intxausti    | Euskaltel        | + 0.33  |

|   | Rytter                 | Hold             | Tid      |
| - | ---------------------- | ---------------- | -------- |
| 1 | Alejandro Valverde     | Caisse d'Epargne | 18:46.50 |
| 2 | Chris Horner           | RadioShack       | + 0.01   |
| 3 | Robert Gesink          | Rabobank         | + 0.01   |
| 4 | Jean-Christophe Péraud | Omega Pharma     | + 0.32   |
| 5 | Beñat Intxausti        | Euskaltel        | + 0.32   |

- Etapeside på vueltapaisvasco.diariovasco.com (spansk)

### 5. etape
|  |

|  |

| 09.04.10 | Eibar | - | Orio | 0170 km |

| Bjergetape | Bjergetape |

|  | 41,15 km/t |

|   | Rytter             | Hold               | Tid     |
| - | ------------------ | ------------------ | ------- |
| 1 | Joaquim Rodríguez  | Katusha            | 4:07.52 |
| 2 | Samuel Sánchez     | Euskaltel          | + 0.14  |
| 3 | Alejandro Valverde | Caisse d'Epargne   | + 0.14  |
| 4 | Chris Horner       | RadioShack         | + 0.14  |
| 5 | Sandy Casar        | Française des Jeux | + 0.20  |

|   | Rytter                 | Hold             | Tid      |
| - | ---------------------- | ---------------- | -------- |
| 1 | Alejandro Valverde     | Caisse d'Epargne | 22:54.56 |
| 2 | Chris Horner           | RadioShack       | + 0.01   |
| 3 | Joaquim Rodríguez      | Katusha          | + 0.34   |
| 4 | Jean-Christophe Péraud | Omega Pharma     | + 0.38   |
| 5 | Beñat Intxausti        | Euskaltel        | + 0.38   |

- Etapeside på vueltapaisvasco.diariovasco.com (spansk)

### 6. etape
|  |

|  |

| 10.04.10 | Orio | - | Orio | 022 km |

| Enkeltstart | Enkeltstart |

|  | 40,55 km/t |

|   | Rytter             | Hold             | Tid    |
| - | ------------------ | ---------------- | ------ |
| 1 | Chris Horner       | RadioShack       | 32.33  |
| 2 | Alejandro Valverde | Caisse d'Epargne | + 0.08 |
| 3 | Maxime Monfort     | HTC-Columbia     | + 0.13 |
| 4 | Michael Rogers     | HTC-Columbia     | + 0.18 |
| 5 | Beñat Intxausti    | Euskaltel        | + 0.21 |

|   | Rytter                 | Hold             | Tid      |
| - | ---------------------- | ---------------- | -------- |
| 1 | Chris Horner           | RadioShack       | 23:27.30 |
| 2 | Alejandro Valverde     | Caisse d'Epargne | + 0.07   |
| 3 | Beñat Intxausti        | Euskaltel        | + 0.58   |
| 4 | Joaquim Rodríguez      | Katusha          | + 1.06   |
| 5 | Jean-Christophe Péraud | Omega Pharma     | + 1.10   |

- Etapeside på vueltapaisvasco.diariovasco.com (spansk)

## Slutresultater

### Samlet stilling
|    | Rytter                 | Hold               | Tid      |
| -- | ---------------------- | ------------------ | -------- |
| 1  | Chris Horner           | RadioShack         | 23:27.30 |
| 2  | Alejandro Valverde     | Caisse d'Epargne   | + 0.07   |
| 3  | Beñat Intxausti        | Euskaltel          | + 0.58   |
| 4  | Joaquim Rodríguez      | Katusha            | + 1.06   |
| 5  | Jean-Christophe Péraud | Omega Pharma       | + 1.10   |
| 6  | Marco Pinotti          | HTC-Columbia       | + 1.18   |
| 7  | Sandy Casar            | Française des Jeux | + 1.47   |
| 8  | Samuel Sánchez         | Euskaltel          | + 1.58   |
| 9  | Robert Gesink          | Rabobank           | + 1.59   |
| 10 | Dries Devenyns         | Quick Step         | + 2.27   |

### Pointkonkurrencen
|   | Rytter             | Hold             | Point |
| - | ------------------ | ---------------- | ----- |
| 1 | Alejandro Valverde | Caisse d'Epargne | 106   |
| 2 | Samuel Sánchez     | Euskaltel        | 79    |
| 3 | Óscar Freire       | Rabobank         | 60    |

### Bjergkonkurrencen
|   | Rytter               | Hold                 | Point |
| - | -------------------- | -------------------- | ----- |
| 1 | Gonzalo Rabuñal      | Xacobeo Galicia      | 23    |
| 2 | José Alberto Benítez | Footon-Servetto-Fuji | 19    |
| 3 | Michael Albasini     | HTC-Columbia         | 16    |

### Spurtkonkurrencen
|   | Rytter          | Hold      | Point |
| - | --------------- | --------- | ----- |
| 1 | Christian Meier | Garmin    | 14    |
| 2 | Jakob Fuglsang  | Saxo Bank | 9     |
| 3 | Egoi Martínez   | Euskaltel | 9     |

### Holdkonkurrencen
|   | Hold              | Tid      |
| - | ----------------- | -------- |
| 1 | Team HTC-Columbia | 70:28.40 |
| 2 | Team RadioShack   | + 0.17   |
| 3 | Euskaltel-Euskadi | + 2.14   |